# تحصیل شیخوپور
تحصیل شیخوپور (به انگلیسی: Sheikhupura Tehsil) یک منطقهٔ مسکونی در پاکستان است که در پنجاب واقع شده‌است.